# Ântimo I de Constantinopla
Ântimo I (em latim: Anthimus) foi um patriarca de Constantinopla monofisista entre 535 e 536. Era antes disso o bispo (ou arcebispo) de Trebizonda e foi transferido à capital por conta da influência da imperatriz Teodora, que também era monofisista. Foi deposto pelo papa Agapito I, que estava na cidade em missão, e substituído por Menas (e com o apoio de Pedro de Jerusalém). O motivo de sua deposição foi a sua transferência de sé episcopal, considerada não-canônica e também por suas crenças. Em concílio realizado em Constantinopla (536), Ântimo, que não apareceu, foi excomungado juntamente com vários de seus seguidores.